# 趙傑 (天順進士)
趙傑（1422年—？年），字冠英，四川重慶府合州人，民籍，治《詩經》，年三十六歲中式天順元年丁丑科第三甲第五十九名進士。正月初九日生，行五，曾祖趙德才；祖趙嗣玄；父趙璉；母夏氏。慈侍下，妻薛氏，兄友朋；友愛；友彥；友良。由州學生中式四川鄉試第三十七名舉人，會試中式第一百二十三名。